# Lilium callosum
Lilium callosum là một loài thực vật có hoa trong họ Liliaceae. Loài này được Siebold & Zucc. miêu tả khoa học đầu tiên năm 1839.